# Gare d’Épinal
Gare d’Épinal – stacja kolejowa w Épinal, w departamencie Wogezy, w regionie Grand Est, we Francji. Została otwarta w 1857.